# Romain Del Castillo
Romain Del Castillo (Lyon, 29 maart 1996) is een Frans voetballer die bij voorkeur als offensieve middenvelder speelt. Hij stroomde in 2015 door vanuit de jeugd van Olympique Lyon. Hij maakte in 2021 de overstap van Stade Rennais naar Stade Brestois.

## Clubcarrière
Del Castillo werd geboren in Lyon en sloot zich reeds op jonge leeftijd aan bij Olympique Lyon. Op 1 maart 2014 debuteerde hij voor het tweede elftal in de CFA tegen AS Moulins. Zijn eerste competitiedoelpunt voor Lyon B volgde op 1 november 2014 tegen FC Martigues. De linksbenige middenvelder debuteerde in de Ligue 1 op 20 november 2015. In het uitduel tegen OGC Nice viel hij na 64 minuten in voor Sergi Darder.

## Clubstatistieken
| Seizoen | Club                | Land      | Competitie | Wed. | Doelp. |
| ------- | ------------------- | --------- | ---------- | ---- | ------ |
| 2015/16 | Olympique Lyon      | Frankrijk | Ligue 1    | 2    | 0      |
| 2016/17 | → Bourg-Péronnas 01 | Frankrijk | Ligue 2    | 37   | 5      |
| 2017/18 | → Nîmes Olympique   | Frankrijk | Ligue 2    | 31   | 4      |
| 2018/19 | Stade Rennais       | Frankrijk | Ligue 1    | 16   | 0      |
| Totaal  | Totaal              | Totaal    | Totaal     | 86   | 9      |

## Erelijst
| Coupe de France | 1x | 2018/19 |